# مدل‌سازی داده

مدل سازی داده (به انگلیسی: Data modeling) در مهندسی نرم‌افزار به فرایند ایجاد مدل داده برای استفاده در سیستم اطلاعاتی، با استفاده از تکنیک‌های مدل کردن داده گویند.